# 200 mètres 4 nages féminin aux Jeux olympiques d'été de 2020
Navigation
Rio 2016 Paris 2024
Le 200 m 4 nages femmes est une épreuve des Jeux olympiques d'été de 2020 qui a eu lieu entre les 26 et 28 juillet 2021 au Centre aquatique olympique de Tokyo.

## Records
Avant cette compétition, les records dans cette discipline étaient :
| Record du monde  | 2:06.12 | Katinka Hosszú | 3 août 2015 | Kazan, Russie          |
| Record olympique | 2:06.58 | Katinka Hosszú | 9 août 2016 | Rio de Janeiro, Brésil |

## Programme
L'épreuve de 200 m 4 nages se déroule pendant trois jours consécutifs selon le programme suivant :
Tous les horaires correspondent à l'UTC+9
| Date                     | Horaire | Manche       |
| ------------------------ | ------- | ------------ |
| Lundi 26 juillet 2021    | 19 h 00 | Séries       |
| Mardi 27 juillet 2021    | 11 h 58 | Demi-finales |
| Mercredi 28 juillet 2021 | 11 h 45 | Finale       |

## Médaillés
| Or         | Argent     | Bronze        |
| Yui Ōhashi | Alex Walsh | Kate Douglass |

## Résultats

### Séries
Les seize meilleures nageuses se qualifient pour les demi-finales.
| Rang | Série | Ligne | Nom                    | Nationalité     | Temps   | Remarques |
| ---- | ----- | ----- | ---------------------- | --------------- | ------- | --------- |
| 1    | 2     | 5     | Kate Douglass          | États-Unis      | 2:09.16 | Q         |
| 2    | 4     | 4     | Katinka Hosszú         | Hongrie         | 2:09.70 | Q         |
| 3    | 3     | 5     | Abbie Wood             | Grande-Bretagne | 2:09.94 | Q         |
| 3    | 4     | 5     | Alex Walsh             | États-Unis      | 2:09.94 | Q         |
| 5    | 3     | 2     | Maria Ugolkova         | Suisse          | 2:10.04 | Q, NR     |
| 6    | 3     | 4     | Sydney Pickrem         | Canada          | 2:10.13 | Q         |
| 7    | 3     | 6     | Anastasia Gorbenko     | Israël          | 2:10.21 | Q         |
| 8    | 2     | 3     | Yu Yiting              | Chine           | 2:10.22 | Q         |
| 9    | 3     | 3     | Alicia Wilson          | Grande-Bretagne | 2:10.39 | Q         |
| 10   | 2     | 4     | Yui Ohashi             | Japon           | 2:10.77 | Q         |
| 11   | 4     | 7     | Cyrielle Duhamel       | France          | 2:11.11 | Q         |
| 12   | 4     | 3     | Miho Teramura          | Japon           | 2:11.22 | Q         |
| 13   | 2     | 2     | Ilaria Cusinato        | Italie          | 2:11.41 | Q         |
| 14   | 4     | 2     | Sara Franceschi        | Italie          | 2:11.47 | Q         |
| 15   | 4     | 6     | Kim Seo-yeong          | Corée du Sud    | 2:11.54 | Q         |
| 16   | 4     | 8     | Kristýna Horská        | Tchéquie        | 2:12.21 | Q         |
| 17   | 2     | 7     | Dalma Sebestyén        | Hongrie         | 2:12.42 |           |
| 18   | 2     | 6     | Bailey Andison         | Canada          | 2:12.52 |           |
| 19   | 4     | 1     | Ellen Walshe           | Irlande         | 2:13.34 |           |
| 20   | 3     | 8     | África Zamorano        | Espagne         | 2:13.81 |           |
| 21   | 3     | 7     | Fantine Lesaffre       | France          | 2:14.20 |           |
| 22   | 3     | 1     | Viktoriya Zeynep Güneş | Turquie         | 2:14.41 |           |
| 23   | 2     | 8     | Rebecca Meder          | Afrique du Sud  | 2:14.79 |           |
| 24   | 1     | 5     | McKenna DeBever        | Pérou           | 2:15.86 |           |
| 25   | 2     | 1     | Diana Petkova          | Bulgarie        | 2:16.70 |           |
| 26   | 1     | 4     | Anja Crevar            | Serbie          | 2:17.62 |           |
| 27   | 1     | 3     | Nicole Frank           | Uruguay         | 2:18.93 |           |

### Demi-finales
Les huit meilleures nageuses se qualifient pour la finale.
| Rang | Série | Ligne | Nom                | Nationalité     | Temps   | Remarques |
| ---- | ----- | ----- | ------------------ | --------------- | ------- | --------- |
| 1    | 2     | 4     | Kate Douglass      | États-Unis      | 2:09.21 | Q         |
| 2    | 2     | 5     | Abbie Wood         | Grande-Bretagne | 2:09.56 | Q         |
| 3    | 1     | 5     | Alex Walsh         | États-Unis      | 2:09.57 | Q         |
| 4    | 1     | 6     | Yu Yiting          | Chine           | 2:09.72 | Q         |
| 5    | 1     | 2     | Yui Ohashi         | Japon           | 2:09.79 | Q         |
| 6    | 1     | 3     | Sydney Pickrem     | Canada          | 2:09.94 | Q         |
| 7    | 1     | 4     | Katinka Hosszú     | Hongrie         | 2:10.22 | Q         |
| 8    | 2     | 2     | Alicia Wilson      | Grande-Bretagne | 2:10.59 | Q         |
| 9    | 2     | 3     | Maria Ugolkova     | Suisse          | 2:10.65 |           |
| 10   | 2     | 6     | Anastasia Gorbenko | Israël          | 2:10.70 |           |
| 11   | 2     | 7     | Cyrielle Duhamel   | France          | 2:10.84 |           |
| 12   | 2     | 8     | Kim Seo-yeong      | Corée du Sud    | 2:11.38 |           |
| 13   | 1     | 1     | Sara Franceschi    | Italie          | 2:11.71 |           |
| 14   | 2     | 1     | Ilaria Cusinato    | Italie          | 2:12.10 |           |
| 15   | 1     | 7     | Miho Teramura      | Japon           | 2:12.14 |           |
| 16   | 1     | 8     | Kristýna Horská    | Tchéquie        | 2:12.85 |           |

### Finale
Yui Ōhashi remporte la finale du 200 m 4 nages.
| Rang | Ligne | Nom            | Nationalité     | Temps   | Remarques |
| ---- | ----- | -------------- | --------------- | ------- | --------- |
| 1    | 2     | Yui Ohashi     | Japon           | 2:08.52 |           |
| 2    | 3     | Alex Walsh     | États-Unis      | 2:08.65 |           |
| 3    | 4     | Kate Douglass  | États-Unis      | 2:09.04 |           |
| 4    | 5     | Abbie Wood     | Grande-Bretagne | 2:09.15 |           |
| 5    | 6     | Yu Yiting      | Chine           | 2:09.57 | WJR       |
| 6    | 7     | Sydney Pickrem | Canada          | 2:10.05 |           |
| 7    | 1     | Katinka Hosszú | Hongrie         | 2:12.38 |           |
| 8    | 8     | Alicia Wilson  | Grande-Bretagne | 2:12.86 |           |